# Mutiscua
Mutiscua – miasto w Kolumbii, w departamencie Norte de Santander.